# Pleroma menoui
Pleroma menoui är en svampdjursart som beskrevs av Claude Lévi 1983. Pleroma menoui ingår i släktet Pleroma och familjen Pleromidae.
Artens utbredningsområde är havet kring Nya Kaledonien. Inga underarter finns listade i Catalogue of Life.